# روضة عنز بنفي (الدوادمي)
روضة عنز بنفي؛ هو مركزٌ إداري تابعٌ لمحافظة الدوادمي في منطقة الرياض، ويصنف من فئة (ب) ورمزها 1137.